# Warcraft Adventures: Lord of the Clans
WarCraft Adventures: Lord of the Clans was een zwarte humor-achtig Point-and-click adventure computerspel ontwikkeld door Blizzard Entertainment. Het verhaal speelt zich af in het Warcraft universum. Het spel werd echter nooit uitgebracht.

## Verhaal
Het spel speelt zich af direct na de gebeurtenissen uit Warcraft II: Beyond the Dark Portal. De rol van de speler was die van een 22 jaar oude orc genaamd Thrall, die was opgevoed door een menselijke luitenant genaamd Aedelas Blackmoore. Hij voedde Thrall op als een slaaf en gladiator. Op die manier maakte Aedelas van Thrall een onverschrokken krijger en leider in de hoop dat hij ooit de leiding over de laatste orc hordes kon overnemen.
Als speler volg je Thrall op zijn avontuur door Azeroth. Eerst ontsnapt Thrall uit durnhold keep. Daarna, in de hoop zijn soortgenoten te bevrijden, zoekt hij het laatste orc stamhoofd Grom Hellscream op. Op zijn tocht ontdekt Thrall dat hij de zoon is van de orc held Durothan, de leider van de Frostwolf Clan, die twintig jaar geleden werd vermoord. Thrall ontmoet ook de inmiddels oud geworden Orgrim Doomhammer, een bloedbroeder van Thralls vader. Ogrim ziet wel wat in de jonge orc en samen met zijn leger helpt hij Thrall met een aanval op durnhold keep In dat gevecht komt Orgrim om, waarna Thrall het nieuwe stamhoofd van de horde wordt.

## Ontwikkeling en annulering
Het spel stond gepland om uit te komen in 1997, maar dit werd al snel veranderd naar eind 1998. Dit kwam door onvoorziene technische problemen onder andere veroorzaakt door miscommunicatie tussen Blizzard en hun Russische animatie compagnie die verantwoordelijk was voor het spel.
Na een jaar van ontwikkelen was het spel bijna compleet: bijna alle puzzels en landschappen waren klaar en de stemmen waren al ingesproken. Maar Blizzard was niet tevreden. Dus huurde Blizzard Steve Meretzky, maker van o.a. A Mind Forever Voyaging en The Hitchhiker’s Guide to the Galaxy in als ontwerpspecialist om de puzzels te verbeteren. Steve kwam al snel tot de conclusie dat een hoop onderdelen van het spel opnieuw gemaakt zouden moeten worden, wat nog meer animatie en nasynchronisatie betekende.
Blizzard besefte al snel dat door deze omslag ze nooit hun al uitgestelde deadline van eind 1998 zouden halen. Het spel moest dan af zijn omdat Blizzard van plan was dit spel te introduceren op de E3 dat jaar.
Uiteindelijk, na een jaar hard werken, maakte Blizzard bekend dat “Warcraft Adventures: Lord of the Clans” geannuleerd was, slechts enkele dagen voor de E3. Al enkele uren na de bekendmaking begonnen fans van de Warcraft serie online petities te tekenen waarin ze eisten dat Blizzard het project zou voortzetten. Tevergeefs….
In maart 2010 werd een video van 20 minuten van gameplay geüpload naar een Russische gamingwebsite, waarmee bewezen werd dat iemand buiten Blizzard Entertainment een versie van de game in bezit heeft. De video is ook beschikbaar op YouTube (waar het geoormerkt wordt als een alfaversie van de game) In februari 2011 werd een serie van 11 gameplayvideo's geüpload naar YouTube, in december 2014 en januari 2015 werden nog twee resterende video's geüpload.

## Boek
Hoewel het spel was geannuleerd vond Blizzard het verhaal dat in het spel verteld zou worden te belangrijk voor de grote Warcraft verhaallijn om gewoon te negeren. Daarom huurden ze een auteur in om het verhaal van Warcraft Adventures in een boek te verwerken. De auteur (wiens naam nog steeds onbekend is), was niet in staat het boek op tijd af te krijgen. Star Trek schrijver Christie Golden werd toen ingehuurd om een boek te schrijven gebaseerd op de scripts van Warcraft ontwerper Chris Metzen. Dit werd het boek Warcraft: Lord of the Clans.
Het personage Thrall speelde een belangrijke rol in Warcraft III: Reign of Chaos en World of Warcraft.